# إيرنستينا بيريز باراهونا
إيرنستينا بيريز باراهونا (بالإسبانية: Ernestina Pérez Barahona)‏ هي طبيبة تشيلية، ولدت في 8 أغسطس 1865 في فالبارايسو في تشيلي، وتوفيت في 1951.